# Киронс (лунный кратер)
Кратер Киронс (лат. Kearons) — крупный ударный кратер в южном полушарии обратной стороны Луны. Название присвоено в честь американского астронома-любителя Уильяма Киронса (1878—1948) и утверждено Международным астрономическим союзом в 1970 году. Образование кратера относится к позднеимбрийскому периоду.

## Описание кратера
Ближайшими соседями кратера Киронс являются кратер Лукреций на северо-западе; кратер Грачев на северо-востоке; кратер Лоуэлл на востоке и кратер Льюис на юге. На востоке от кратера Киронс находятся горы Кордильеры, горы Рук и Море Восточное. Селенографические координаты центра кратера 11°35′ ю. ш. 112°55′ з. д. / 11,59° ю. ш. 112,92° з. д., диаметр 28 км, глубина 1,9 км.
Кратер Киронс располагается в толще пород выброшенных при образовании Моря Восточного. По соседству с ним расположено небольшое количество кратеров, возможно по той причине, что остальные кратеры были погребены под данными породами. Кратер имеет полигональную форму, умеренно разрушен. Вал с четкой кромкой в восточной части, сглажен в западной части. Северо-западная часть вала отмечена маленьким кратером. Внутренний склон вала гладкий. Высота вала над окружающей местностью достигает 820 м, объём кратера составляет приблизительно 330 км3. Дно чаши без приметных структур, имеется центральный пик несколько смещенный к северо-востоку от центра. Приблизительно в 30 км к юго-западу от кратера Киронс располагается небольшой кратер являющийся центром слаюо различимой системы лучей, которая распространяется к югу, северу и юго-западу на расстояние до 100 км.

## Сателлитные кратеры

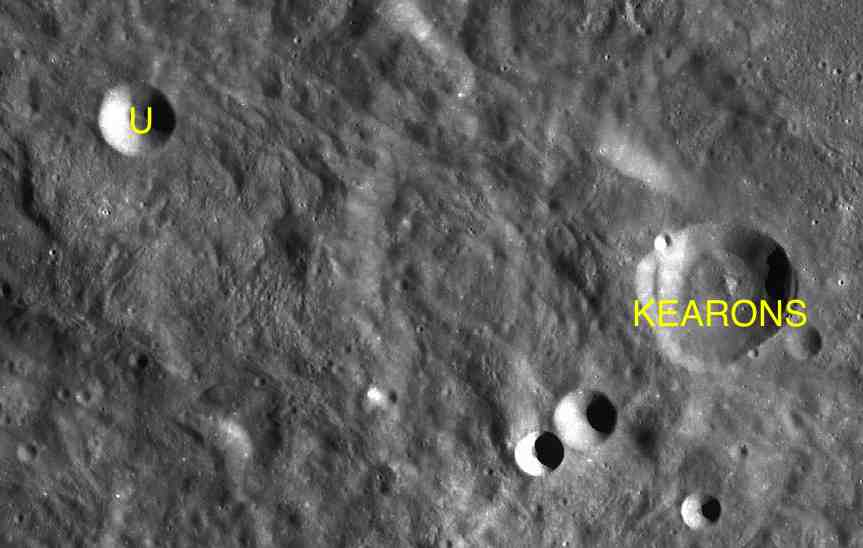
Фрагмент карты LAC-89.

| Киронс | Координаты                                              | Диаметр, км |
| ------ | ------------------------------------------------------- | ----------- |
| U      | 10°37′ ю. ш. 116°13′ з. д. / 10,62° ю. ш. 116,22° з. д. | 12,7        |